# Єпархія Непорочного зачаття Діви Марії в Прудентополісі
Єпархія Непорочного зачаття Пресвятої Діви Марії в Прудентополісі (лат. Eparchia Immaculatae Conceptionis Prudentopolitana Ucrainorum, порт. Eparquia da Imaculada Conceição em Prudentópolis dos Ucranianos) — єпархія Української греко-католицької церкви з центром у місті Прудентополіс, Бразилія. Єпархія Непорочного зачаття Пресвятої Діви Марії в Прудентополісі входить до Куритибської митрополії святого Йоана Хрестителя. Кафедральним собором є храм святого священномученика Йосафата в Прудентополісі. Юрисдикція єпархії поширюється на весь південь Бразилії.

## Історія
Єпархію 12 травня 2014 року заснував Папа Римський Франциск, виокремивши її територію з новоствореної Куритибської архієпархії.

## Список єпархів
- Єпископ Мирон (Мазур), ЧСВВ (з 12.05.2014)